# جون إلدريدج (معالج نفسي)
جون إلدريدج (بالإنجليزية: John Eldredge)‏ هو كاتب أمريكي، ولد في 6 يونيو 1960 في لوس أنجلوس في الولايات المتحدة.

## وصلات خارجية
- الموقع الرسمي